# Улица Мира (Горелово)
Улица Мира — улица в Красносельском районе Санкт-Петербурга на территории посёлка Горелово. Соединяет Полевую улицу и улицу Ломоносова . Протяжённость — 1280 м.

## География
Улица проложена в направлении с юго-запада на северо-восток (по нумерации домов).
Ширина улицы 3 метра или 1 полосы движения.

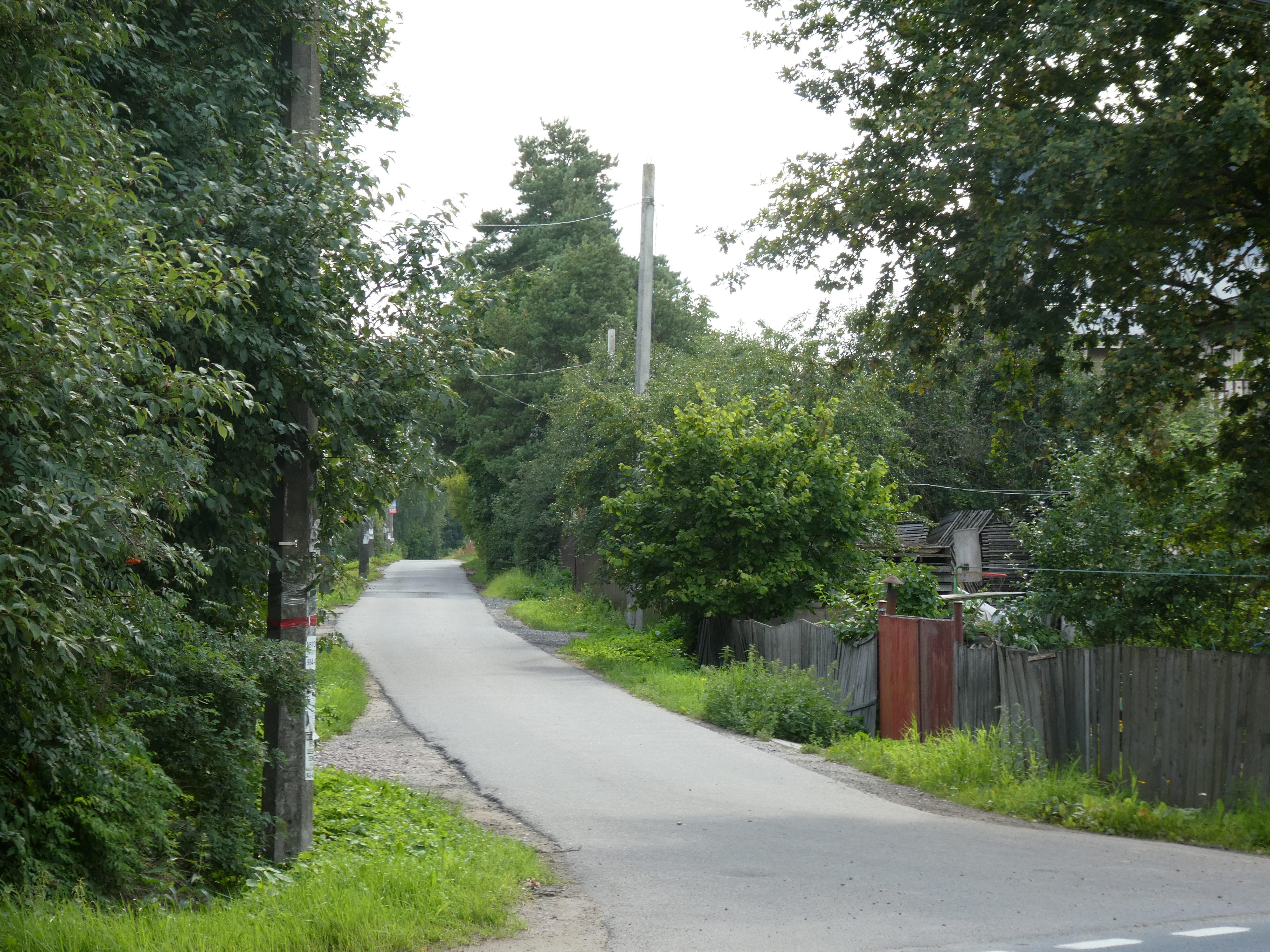
Вид от Аннинского шоссе на юго-запад

## Транспорт
- Ж/д платформа Горелово (610 м)
- Бесплатная развозка до гипермаркета «О'Кей».

На примыкании с Красносельским шоссе:
- Автобусы: № 20, 145, 145Б, 145Э, 147, 165, 181, 245, 442, 458, 458Б, 481, 482, 482В, 484, 546, 632, 632А, 636, 639А.

- Маршрутные такси: № 631, 650В.

## Примыкает и пересекает
С северо-востока на юго-запад:
- Полевая улица
- Новопроложенная улица
- Тихий переулок
- Аннинское шоссе
- Речной переулок
- Улица Ломоносова